# Autopista de la reunificació
L'autopista de la reunificació és una autopista de Corea del Nord que connecta la capital Pyongyang amb l'Àrea de Seguretat Conjunta i la zona desmilitaritzada de Corea a través de Sariwon i Kaesong. Als senyals de trànsit s'assenyala la distància fins a Seül a Corea del Sud, tot i que no és possible travessar la frontera cap a Corea del Sud.

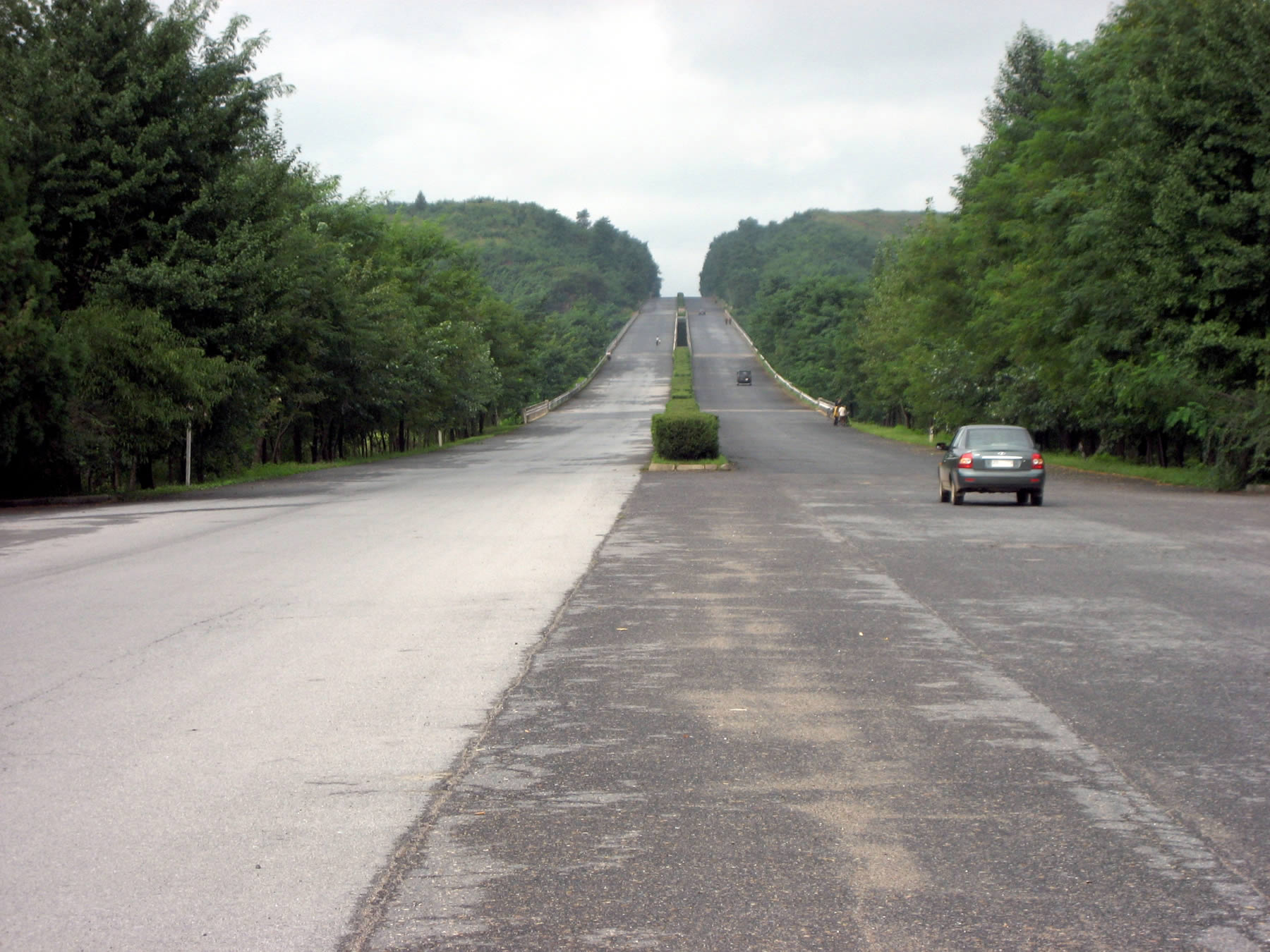
Autopista de la reunificació.

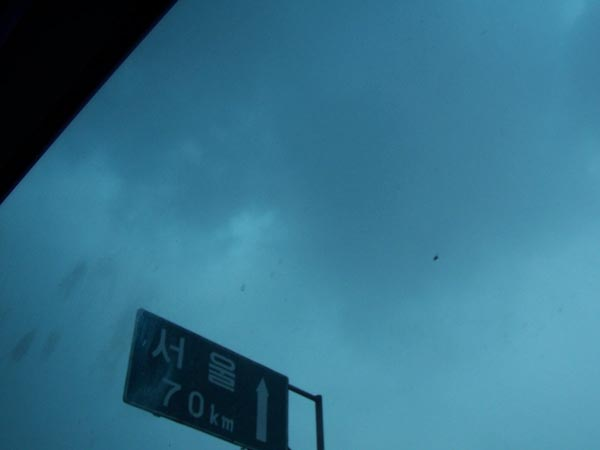
Senyal de carretera amb la distància fins a Seül.

Té una longitud d'uns 170 quilòmetres, amb diversos carrils pavimentats. Els turistes assenyalen que hi ha molt poc trànsit vehicular, així com diversos llocs de control i dents de drac.
La construcció va començar el 1987 i va finalitzar el 15 d'abril del 1992, el dia de l'aniversari del president nord-coreà Kim Il-sung. El nom que se li va donar a l'autopista va ser per promoure la reunificació de Corea.
Fa marxada de l'Autopista Asiàtica 1.